# Gyón
Gyón 1966 óta Dabas része (1989 óta városrésze) Pest vármegye Dabasi járásában, azelőtt ugyanezen járás egyik községe volt. Még korábban, az 1950-es megyerendezést megelőzően Pest-Pilis-Solt-Kiskun vármegye Alsódabasi járásához tartozott.

## Fekvése
Budapesttől délkeletre fekszik, a Pesti-síkságon. Dabashoz való hozzácsatolása óta e település délkeleti részét képezi.

### Megközelítése, közlekedése
Gyón központján végighalad, annak főutcájaként, nagyjából északnyugat-délkeleti irányban a Taksonytól Dabas központján át egészen Kecskemétig húzódó 5202-es út, így ez a legfontosabb közúti megközelítési útvonala. Az ország távolabbi részei felől az 5-ös főúton érhető el a legegyszerűbben, amely az északi határában halad el; a főút felől az 52 108-as vagy az 52 109-es számú mellékutakon közelíthető meg.
A hazai vasútvonalak közül Gyónt a Budapest–Kecskemét-vasútvonal érinti, melynek egy megállási pontja van itt; Gyón megállóhely az 5-ös főút és az 52 108-as út keresztezése mellett helyezkedik el.
A Volánbusznak az alábbi helyközi és távolsági buszjáratai érintik a települést:
- 614, 619, 620, 621, 622, 623, 624, 626, 627, 628, 629, 640, 641, 1080, 1081, 1090.[1]

## Története
A Pallas nagy lexikona így ír róla: nagyközség Pest-Pilis-Solt-Kiskun vármegye pesti közép j.-ban, (1891) 2194 magyar lak., vasuti megállóval. Itt hajdan római telep volt.

## Nevezetes gyóniak

### Itt született
- Bábel Balázs (1950) kalocsa-kecskeméti érsek
- Balogh Sándor (1920–2000) labdarúgó
- Gyóni Géza (1884–1917) író
- Harmincz István (1928–1957) munkás, az 1956-os forradalom helyi eseményeinek egyik vezető szereplője és kivégzettje.
- Kovács Pál (1940–2000) politikus
- Lakos János (1920–1957) földműves, az 1956-os forradalom helyi eseményeinek egyik szereplője és kivégzettje; emlékét utcanév is őrzi a településen.
- László Alajos Antal (1793–1878) piarista áldozópap
- Mitták Ferenc (1949) történész, pedagógus
- Murányi László (1937–2023) műsorvezető
- Vay Sándor (Vay Sarolta) (1859–1918) gróf(nő)
- Vay Péter (1863–1948) gróf

### Itt élt
- Balla Pál (1919–1959) fakitermelő, az 1956-os forradalom helyi eseményeinek egyik szereplője és kivégzettje; emlékét utcanév is őrzi a településen.
- D. Szabó Károly (1924–1959) földműves, az 1956-os forradalom helyi eseményeinek egyik vezető szereplője és kivégzettje; emlékét utcanév is őrzi a településen.

### Itt hunyt el
- Back Bernát (1871–1953) üzletember, politikus, műgyűjtő, mecénás
- Biksza Miklós (1924–1956) politikai funkcionárius, az 1956-os forradalom utáni „rendteremtés” legmagasabb pártbeosztású kommunista áldozata
- Takács Ádám (1733–1797) református lelkész, prédikátor

## Látnivalók
- Katolikus plébániatemplom
- Evangélikus templom
- Klasszicista kúriák